# Ansaldo SVA
O Ansaldo SVA era uma aeronave biplana monomotora italiana de reconhecimento e bombardeamento da Primeira Guerra Mundial.

## Projeto
O Ansaldo SVA foi projetado inicialmente como caça, mas apesar de muito veloz para a época, possuía baixa manobrabilidade, sendo empregada para reconhecimento e bombardeio leve. Seu primeiro voo ocorreu em 1917. Recebeu a nomenclatura SVA em homenagem a seus projetistas, Savoia e Verduzio, e seu fabricante, Ansaldo. Continuou em fabricação após a guerra, totalizando 1.245 aeronaves produzidas.

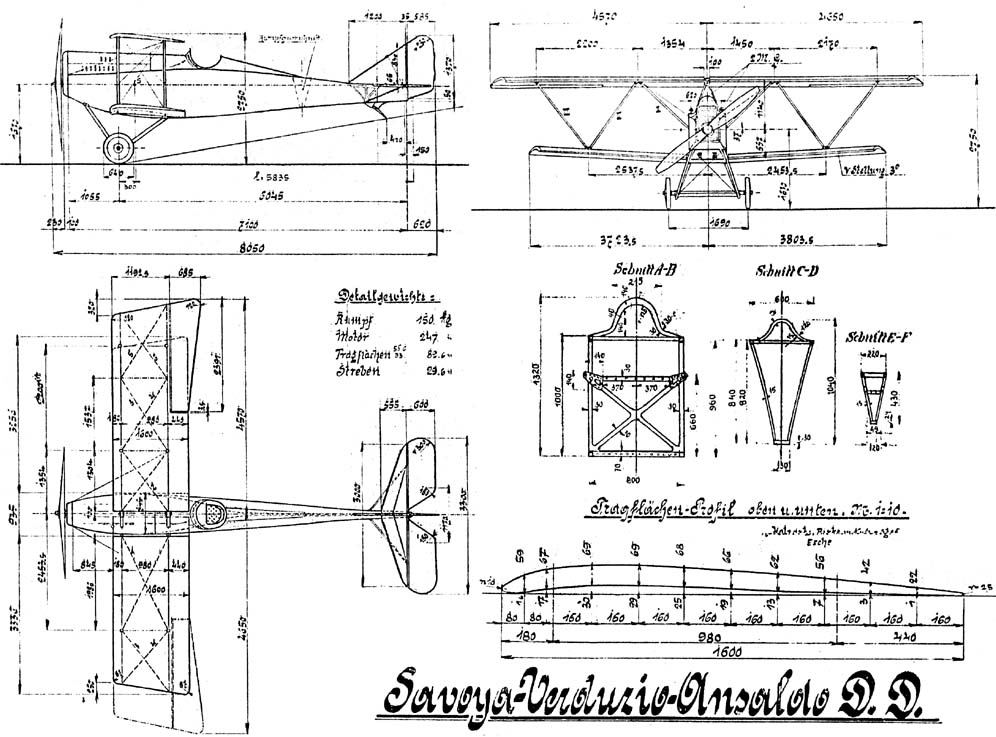
Diagramas técnicos do Ansaldo SVA.

## No Brasil
A Marinha do Brasil operou duas aeronaves com flutuadores, denominadas ISVA, entre 1919 e 1921 como treinadores avançados. Outros 18 exemplares do modelo SVA 10 foram recebidos em 1923 e operaram até 1928. Esta variante era de pouso terrestre, tendo motor mais potente de 250 HP e asas mais largas, foi empregado para observação.

## Especificações Técnicas ISVA
- Fabricante: Giovanni Ansaldo & Cia - Itália
- Comprimento: 8,13 m
- Envergadura: 9,18 m
- Altura: 2,80 m
- Superfície alar: 26,90 m²
- Peso vazio: 665 kg
- Peso máximo: 975 kg
- Motores: um motor SPA 6A de 6 cilindros em linha de 205 HP
- Velocidade máxima: 228 km/h
- Armamento: uma metralhadora fixa Vickers 7,7 mm sincronizada com a hélice e uma metralhadora Vickers para o artilheiro traseiro.
- Tripulação: duas pessoas em tandem